# Franz Chullot

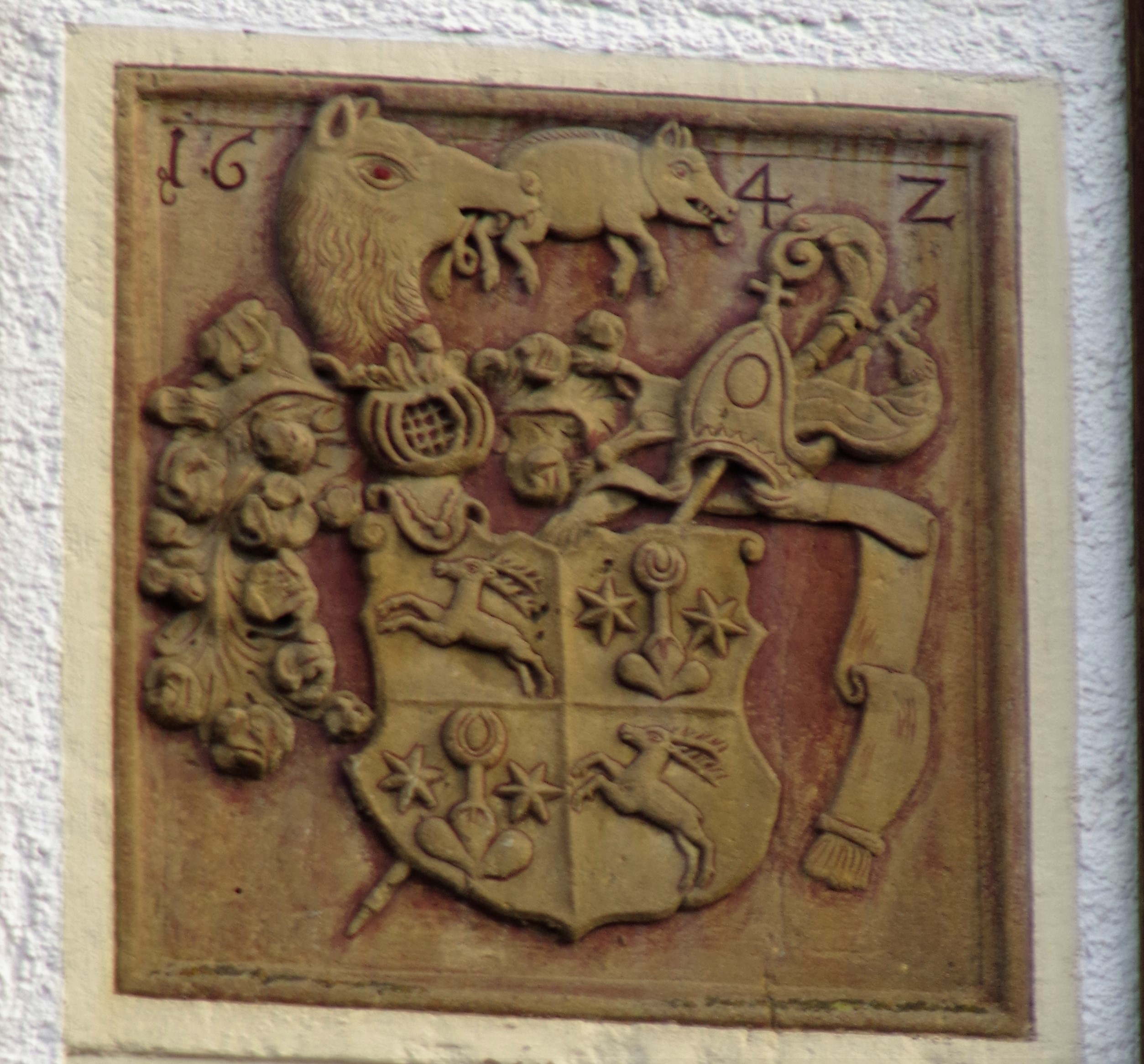
Sandsteinwappen Abt Franz I.,Chullot von St. Blasien

Franz I. Chullot (* 1599 in Ensisheim; † 21. Februar 1664 in der Propstei Wislikofen) war vom 10. September 1638 bis 1664 Abt des Klosters St. Blasien im Schwarzwald. 

## Leben
1618 wurde er von Abt Martin Meister I. zusammen mit Mitbrüdern nach Salzburg entsandt, um an der Gründung der dortigen Universität mitzuwirken. 1624 studierte er in Perugia. 1637 hielt er sich mit Otto Kübler, der später sein Nachfolger wurde, in Mailand und in Rom bei dem Komponisten Girolamo Frescobaldi auf. 
Gleich in den Beginn seiner Amtszeit fallen die Verwüstungen und Plünderungen durch die Schweden im Zuge des Dreißigjährigen Krieges. Ein erster Höhepunkt war die Schlacht bei Rheinfelden am 3. März 1638. Franz Chullot war zu dieser Zeit bereits im Exil in der Propstei Klingnau und wurde von dort aus zum Abt gewählt. Er schrieb an den Pater Otto Kübler in St. Blasien, dass alles verheert sei, die Klosterhöfe verbrannt und der Schwarzwald ausgeplündert. In Tiengen hause der schwedische Kommandant Capitän Schlagmann wie ein Tyrann. 
1640 ließ Chullot die Burg Gutenburg niederbrennen, damit sie nicht wieder von den Feinden besetzt würde. Im Herbst 1643 musste das Kloster St. Blasien Roß und Vieh nach der Schweiz flüchten. Zur Errichtung des Kapuzinerklosters Waldshut stiftete er Beiträge und war bei der Grundsteinlegung am 14. Juni 1654 vor Ort.
Ein Sandsteinwappen mit der Jahreszahl 1642 von der vorderen Trotte in Bechtersbohl (abgebrochen 1898) ist erhalten geblieben und befindet sich heute eingemauert (1953) an einem Wohnhaus in Bechtersbohl.
Franz Chullots einzige gesicherte Bautätigkeit in St. Blasien war der feste Ausbau des Klosterarchivs 1653. Die im Krieg zerstörten Kirchen in Bettmaringen, Höchenschwand, Urberg, Hochemmingen und Boll bei Bonndorf wurden in seiner Amtszeit wieder errichtet. Das alte Wasserschloss Gurtweil war am 13. Mai 1660 in seiner Anwesenheit abgebrannt, woraufhin er den Neubau beginnen ließ, dessen Fertigstellung er aber nicht mehr erlebte. Chullot war ein Förderer der Wissenschaften und der Geschichtsschreibung sowie der hebräischen Sprache. Befreundet war er mit dem Alchemisten Emmerich von Stall. Er verstarb in der Propstei Wislikofen und wurde dort vor dem von ihm gestifteten Hochaltar bestattet.

## Wappen
Ein brauner Dreiberg mit grünem Baum auf rotem Schild, darüber zwei goldene Sterne. Helmzier ist ein Wolfskopf mit Ferkel im Maul (nach der Blasiuslegende) und gegenüber der Abtsstab.